# Segurus Bolivar Tennis Champions 2012 - Singolare
Carlos Moyá ha battuto in finale Greg Rusedski per 6-4, 6-4.

## Tabellone

### Finali
|  | Finale             |                    |                    |   |   |  |
|  |                    |                    |                    |   |   |  |
|  | Carlos Moyá        | Carlos Moyá        | Carlos Moyá        | 6 | 6 |  |
|  | Greg Rusedski      | Greg Rusedski      | Greg Rusedski      | 4 | 4 |  |
|  |                    |                    |                    |   |   |  |
|  | Finale 3º posto    |                    |                    |   |   |  |
|  |                    |                    |                    |   |   |  |
|  | Fabrice Santoro    | Fabrice Santoro    | Fabrice Santoro    | 6 | 6 |  |
|  | Mark Philippoussis | Mark Philippoussis | Mark Philippoussis | 4 | 4 |  |

### Gruppo A
|  |                  | Moyá              | Santoro        | Quintero          | RR V–P | Set V–P |  | Posizione |
|  | Carlos Moyá      |                   | 3-6, 7-5, 10-6 | 6(5)–7, 7-5, 10-8 | 2-0    | 4-2     |  | 1         |
|  | Fabrice Santoro  | 6-3, 5-7, 6-10    |                | 6-4, 6-3          | 1-1    | 3-2     |  | 2         |
|  | Michael Quintero | 7–6(5), 5-7, 8-10 | 4-6, 3-6       |                   | 0-2    | 1-4     |  | 3         |

La classifica viene stilata in base ai seguenti criteri: 1) Numero di vittorie; 2) Numero di partite giocate; 3) Scontri diretti (in caso di due giocatori pari merito ); 4) Percentuale di set vinti o di games vinti (in caso di tre giocatori pari merito ); 5) Decisione della commissione.

### Gruppo B
|  |                    | Rusedski       | Philippoussis  | Gaudio      | RR V–P | Set V–P |  | Posizione |
|  | Greg Rusedski      |                | 6-4, 4-6, 10-8 | 6-4, 7–6(6) | 2-0    | 4-1     |  | 1         |
|  | Mark Philippoussis | 4-6, 6-4, 8-10 |                | 6-3, 6-2    | 1-1    | 3-2     |  | 2         |
|  | Gastón Gaudio      | 4-6, 6(6)–7    | 3-6, 2-6       |             | 0-2    | 0-4     |  | 3         |

La classifica viene stilata in base ai seguenti criteri: 1) Numero di vittorie; 2) Numero di partite giocate; 3) Scontri diretti (in caso di due giocatori pari merito ); 4) Percentuale di set vinti o di games vinti (in caso di tre giocatori pari merito ); 5) Decisione della commissione.